# سيف شريف حمد
سيف شريف حمد (22 أكتوبر 1943 - 17 فبراير 2021) سياسي تنزاني شغل منصب النائب الأول لرئيس زنجبار ورئيس حزب التحالف من أجل التغيير والشفافية. كان الأمين العام لحزب الجبهة المدنية المتحدة المعارض والنائب الأول لرئيس زنجبار حتى 18 مارس 2019 عندما أعلن استقالته من حزب الجبهة المدنية المتحدة وانضم إلى التحالف من أجل التغيير والشفافية. حصل على بطاقة الحزب رقم واحد، وفاز أيضًا بترشيح الحزب لمرشح 2020 الرئاسي لزنجبار.

## الإيذاء السياسي
في يناير 1988 تم إسقاطه بشكل غير رسمي من المجلس الثوري وعزل من منصب رئيس وزراء زنجبار وفي مايو 1988 تم طرده من حزب الثورة الحاكم مع ستة من زملائه وفقد تلقائيًا مقعده البرلماني في مجلس النواب في زنجبار. في مايو 1989 تم القبض عليه واقتيد إلى المحكمة لمواجهة (دوافع سياسية) تهم ملفقة بزعم العثور عليها مع وثائق حكومية سرية. من عام 1989 إلى عام 1991 احتُجز في سجن زنجبار المركزي. وفي أبريل 2000 ألقي القبض عليه ووجهت إليه تهم ملفقة، بزعم مهاجمة أفراد من الشرطة وسلبهم بمسدس. أُسقطت التهم أخيرًا من قبل محكمة الصلح في زنجبار في نوفمبر 2003.

## الوفاة
تم نقل حمد إلى المستشفى في 29 يناير 2021 بعد أن قال حزبه إنه وزوجته ومساعدوه قد ثبتت إصابتهم بكوفيد 19 خلال الجائحة في تنزانيا. لم تبلغ الحكومة التنزانية عن أي حالات إصابة رسمية منذ أبريل 2020، على الرغم من التقارير التي تفيد بأن الوفيات تُعزى إلى «الالتهاب الرئوي الحاد». توفي حمد في مستشفى موهمبيلي الوطني في دار السلام في 17 فبراير 2021. كان يبلغ من العمر 77 عامًا. بعد وفاته أعلن الرئيس التنزاني جون ماجوفولي الحداد ثلاثة أيام.